# Ramon de Rosselló i Donato
Ramon de Rosselló i Donato (Barcelona, 17 de gener de 1876 - Barcelona, 1936) fou un genealogista i polític català.
Fou mort el 2 d'agost de 1936, a mans de la violència revolucionària i repressió reraguarda, quan estava enllestint la publicació d'un estudi dels castells i fortaleses de la comarca d'Osona amb Josep Maria Pericas. La mort tràgica de Rosselló i el saqueig de la casa de Pericas durant la Guerra Civil feren perdre la major part del material que havien recollit. Com a polític, era monàrquic i representà el districte de Granollers ininterrompudament com a diputat provincial.

## Fons personal
La documentació del fons personal de Ramon de Rosselló, dipositada a l'Arxiu Històric de la Ciutat de Barcelona, està directament relacionada amb l'organització de l'Exposició Internacional de Barcelona de 1929. El govern va encarregar a Ramon de Rosselló i Donato, comte de Vilanova, dur a terme les gestions necessàries per aconseguir el retorn a Espanya de peces del tresor del Toisó d'Or. La documentació generada i rebuda per Ramon de Rosselló durant l'exercici d'aquell encàrrec està integrada per originals i còpies de lletres, factures, notes, inventaris, impresos, entre altres tipus de documentació, generats per gestions realitzades des de diversos punts geogràfics: Barcelona, Madrid, Bèlgica, Roma, Viena, amb l'objectiu de reunir a Barcelona objectes de l'Orde del Toisó d'Or per ser mostrats a l'Exposició Internacional.